# Aristolochia bukuti
Aristolochia bukuti är en piprankeväxtart som beskrevs av O. Poncy. Aristolochia bukuti ingår i släktet piprankor, och familjen piprankeväxter. Inga underarter finns listade i Catalogue of Life.